# Okręg wyborczy Reading
Okręg wyborczy Reading powstał w 1295 r. i wysyłał do angielskiej, a później brytyjskiej, Izby Gmin dwóch deputowanych. Od 1885 r. na ten okręg przypadał tylko jeden mandat. Okręg zniesiono w 1950 r., ale przywrócono go już w 1955 r. Okręg Reading został ostatecznie zlikwidowany w 1974 r.

## Deputowani do brytyjskiej Izby Gmin z okręgu Reading

### Deputowani w latach 1295–1660
- 1640–1660: Daniel Blagrave

### Deputowani w latach 1660–1885
- 1660–1661: Thomas Rich
- 1660–1661: John Blagrave
- 1661–1679: Thomas Dolman
- 1661–1679: Richard Aldworth
- 1679–1685: Nathan Knight
- 1679–1685: John Blagrave
- 1685–1689: Thomas Coates
- 1685–1685: John Breedon
- 1685–1689: William Aldworth
- 1689–1698: Henry Fane, wigowie
- 1689–1698: William Rich
- 1698–1701: Owen Buckingham
- 1698–1701: John Dalby
- 1701–1701: Francis Knollys
- 1701–1702: Anthony Blagrave
- 1701–1705: Tanfield Vachell
- 1702–1708: Owen Buckingham
- 1705–1708: William Rich
- 1708–1713: Owen Buckingham
- 1708–1710: Anthony Blagrave
- 1710–1713: John Dalby
- 1713–1716: Robert Clarges
- 1713–1716: Felix Calvert
- 1716–1722: Charles Cadogan
- 1716–1720: Owen Buckingham
- 1720–1722: Richard Thompson
- 1722–1727: Anthony Blagrave
- 1722–1727: Clement Kent
- 1727–1739: Richard Potenger
- 1727–1734: Richard Thompson
- 1734–1740: Henry Grey
- 1739–1747: John Blagrave
- 1740–1741: William Strode
- 1741–1741: John Dodd
- 1741–1747: William Strode
- 1747–1754: John Conyers
- 1747–1754: Richard Neville Aldworth
- 1754–1755: William Strode
- 1754–1761: Charles Fane, 2. wicehrabia Fane, wigowie
- 1755–1782: John Dodd, wigowie
- 1761–1768: Francis Knollys
- 1768–1774: Henry Vansittart
- 1774–1806: Francis Annesley
- 1782–1797: Richard Aldworth-Neville
- 1797–1802: John Simeon
- 1802–1820: Charles Shaw Lefevre
- 1806–1818: John Simeon
- 1818–1826: Charles Fyshe Palmer
- 1820–1830: John Berkeley Monck
- 1826–1827: George Spence
- 1827–1835: Charles Fyshe Palmer, wigowie
- 1830–1837: Charles Russell, Partia Konserwatywna
- 1835–1841: Thomas Noon Talfourd, wigowie
- 1837–1841: Charles Fyshe Palmer, wigowie
- 1841–1847: Charles Russell, Partia Konserwatywna
- 1841–1847: Henry Cadogan, wicehrabia Chelsea, Partia Konserwatywna
- 1847–1860: Francis Piggott, Partia Liberalna
- 1847–1849: Thomas Noon Talfourd, wigowie
- 1849–1852: John Frederick Stanford, Partia Konserwatywna
- 1852–1860: Henry Singer Keating, Partia Liberlna
- 1860–1878: Francis Henry Goldsmid, Partia Liberalna
- 1860–1863: Gillery Piggott, Partia Liberalna
- 1863–1885: George Shaw-Lefevre, Partia Liberalna
- 1878–1885: George William Palmer, Partia Liberalna

### Deputowani w latach 1885–1950
- 1885–1892: Charles Townshend Murdoch, Partia Konserwatywna
- 1892–1895: George William Palmer, Partia Liberalna
- 1895–1898: Charles Townshend Murdoch, Partia Konserwatywna
- 1898–1904: George William Palmer, Partia Liberalna
- 1904–1913: Rufus Isaacs, Partia Liberalna
- 1913–1922: Leslie Orme Wilson, Partia Konserwatywna
- 1922–1923: Edward Cadogan, Partia Konserwatywna
- 1923–1924: Somerville Hastings, Partia Pracy
- 1924–1929: Herbert Williams, Partia Konserwatywna
- 1929–1931: Somerville Hastings, Partia Pracy
- 1931–1945: Alfred Howitt, Partia Konserwatywna
- 1945–1950: Ian Mikardo, Partia Pracy

### Deputowani w latach 1955–1974
- 1955–1959: Ian Mikardo, Partia Pracy
- 1959–1966: Peter Emery, Partia Konserwatywna
- 1966–1970: John Michael Hubert Lee, Partia Pracy
- 1970–1974: Gerard Folliott Vaughan, Partia Konserwatywna